# Client (économie)
Pour les articles homonymes, voir Client.
Un client, au sens économique, est la personne ou l'entité qui prend la décision d'acheter un bien ou service, de façon occasionnelle ou habituelle, à un fournisseur (voir commerce). C'est une personne qui confie ses intérêts à une autre personne (expert) en échange d'un bien.
Le client est donc à distinguer :
- du consommateur : le consommateur n'est pas forcément l'acheteur, et l'acheteur d'un équipement, service ou bien professionnel ne fait pas un acte direct de consommation ;
- des termes utilisateurs ou usagers (termes utilisés plutôt dans les services publics, où les utilisateurs n'ont pas le choix du fournisseur) ;
- du chaland, un terme qui a vieilli et est de moins en moins utilisé mais qui reste présent dans des vocables comme zone de chalandise ou achalandage.

On emploie aussi le terme « client interne » appartenant à une entreprise ou organisation (à distinguer du client externe, situé hors de l'entreprise ou hors de l'organisation) pour désigner celui qui est le bénéficiaire d'un échange interne (ex: le service production est le client interne du service maintenance).

## Histoire
Dans la Rome antique, la clientèle (dérivé du mot latin : cliens) est l'ensemble des personnes protégées par un personnage de haut rang (le patron). Par extension, le terme signifie aujourd'hui l'ensemble des partisans et/ou des électeurs d'un parti ou d'un homme politique.
À partir des années 1990, dans les pays développés, une sorte d'« idéologie du client » a été propagée, « L’homme de la rue ne serait plus n’importe qui : il serait le client, monarque incongru, doué d’une indéfectible raison et de pouvoirs absolus. ». De grandes entreprises ont mis l'accent sur le thème : « La satisfaction du client doit être notre obsession. ». Ces idées ont eu des effets positifs et négatifs sur les clients et les employés, mais surtout ont accru la rentabilité de ces grandes entreprises.

## Importance économique
En économie de marché la notion de client est centrale puisqu'elle est l'origine de la demande, d'où l'organisation nécessaire d'un espace aménagé pour faciliter et développer les échanges (par exemple les cartels, monopoles et oligopoles doivent être sévèrement combattus), et le libre choix de leurs fournisseurs par les clients potentiels (appelés aussi prospects). La prospérité d'une entreprise dépend de la satisfaction de ses clients et de sa capacité à traiter leurs réclamations. Les méthodes pour identifier, satisfaire, attirer et conserver les clients relèvent du marketing.
Des études récentes ont démontré que la relation entre la production et les attentes des utilisateurs est loin d'être instaurée. En effet, environ 10 % à 40 % seulement des consommateurs continuent d'utiliser un produit après un premier achat.

## Typologie
Selon l'APCE (Agence pour la création d'entreprises), il est important de repérer le type de relation liant un fournisseur à sa clientèle.
En effet, d'un type de clientèle à l'autre, les bonnes pratiques montrent que l'étude de marché, le mode d'entrée en relation, ou l'entretien des relations ne doivent pas être conduits de manière uniforme. Parmi les types les plus rencontrés, on peut citer :
- la clientèle identifiable
- la clientèle diffuse
- la clientèle localisable
- la clientèle de masse
- la clientèle transformatrice
- etc.

## Liens avec le fonds de commerce
La clientèle est l'élément essentiel d'un fonds de commerce. D'une manière générale, la clientèle est la valeur que représentent les relations entre le fonds et les personnes qui demandent à l'exploitant des biens et des services. Certains auteurs détachent la clientèle, attirée par une certaine estime à l'égard du commerçant, de l'achalandage. La loi française du 17 mars 1909 a pu sembler les distinguer mais les auteurs s'accordent à dire que les deux termes sont utilisés à titre de synonyme. La jurisprudence n'attache aucune importance à la distinction (Com. 27 février 1973).
Si la clientèle n'existe que dans la mesure où d'autres éléments permettent sa constitution (local, marque, etc.), il n'en demeure pas moins que la cession de tous les autres éléments du fonds ne peut pas valoir vente de fonds de commerce ; en revanche, la cession d'une clientèle seule reviendra à céder le fonds.
La clientèle est irréfragable en matière contractuelle.

## Annexe